# Action du 17 juillet 1944
Théâtre d'Asie du Sud-Est de la Guerre du Pacifique
Batailles
- Action du 27 février 1941
- Action du 8 mai 1941
- Bataille entre le Sydney et le Kormoran
- Raids japonais de 1942
- Occupation japonaise des îles Andaman
- (Massacre de Homfreyganj)
- Bataille de l'île Christmas
- Raid sur Ceylan (Raid du dimanche de Pâques)
- Mutinerie des îles Cocos
- Bataille de Madagascar
- Ralliement de La Réunion
- Opération Creek
- Groupe Monsun
- Action du 13 novembre 1943
- Action du 11 janvier 1944
- Action du 14 février 1944
- Raid japonais de 1944
- Action du 17 juillet 1944

- 1940
- 1941
- 1942
- 1943
- 1944
- 1945

L'action du 17 juillet 1944 est un engagement sous-marin dans l'océan Indien durant la Seconde Guerre mondiale. Il a entraîné la destruction du sous-marin de la marine impériale japonaise I-166 de classe Kaidai V dans le détroit de Malacca par le sous-marin de la Royal Navy Telemachus.

## Contexte
Opérant pour la première fois avec l'Eastern Fleet de Colombo à Ceylan, le commandant Bill King s'est mis le 13 juillet à la position connue sous le nom de One Fathom bank (près de la côte de Selangor) afin d'intercepter le trafic japonais entre Penang et Singapour. Le sous-marin a attendu jusqu'au 17 quand il a plongé à l'alerte de l'opérateur ASDIC qui a rapidement repéré le sous-marin japonais I-166 au bruit d'hélice.

## Action

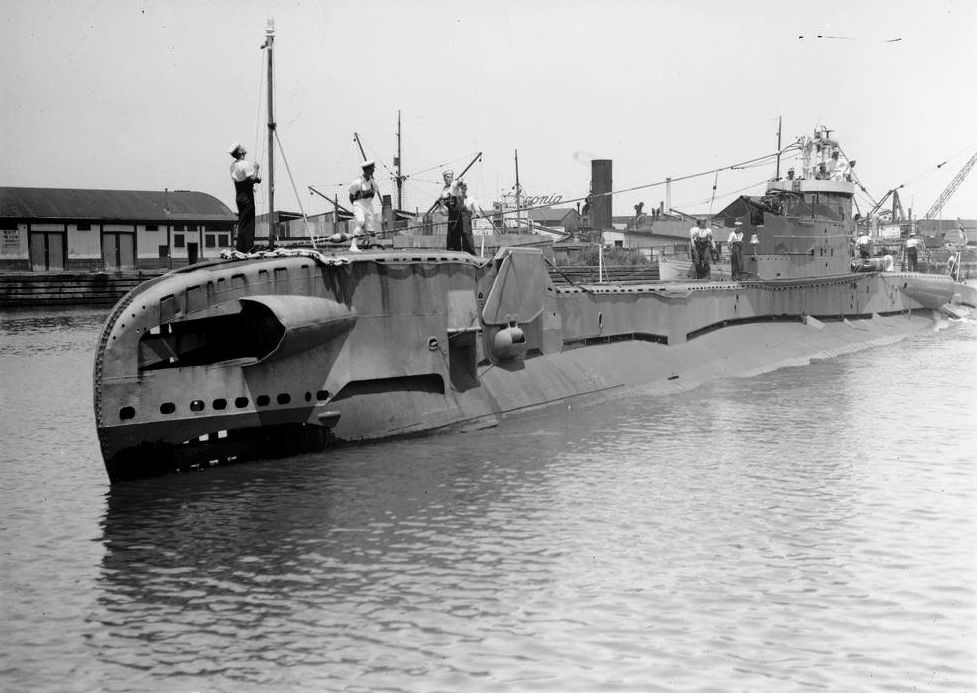
HMS Telemachus en Australie

Malgré une visibilité limitée à cause de la brume, le Telemachus a suivi l'I-166 pendant 30 minutes et attendu qu'il soit à moins d'un mille et atteint le faisceau du point de tir. À 07h20, le commandant King tire une série de six torpilles à ogive Torpex à une distance de 1 500 m mètres. Il essaye ensuite de faire virer le bateau pour tirer ses torpilles arrières. Cette manœuvre échoue cependant et le commandant, perdant le contrôle du Telemachus, refait brièvement surface. Pourtant, 92 secondes après le lancement, une torpille frappe la poupe de l' I-166 qui coule immédiatement avec son équipage de 88 hommes. Le Lt Suwa Keichiro et l'officier de navigation sont projetés par-dessus bord. Sept heures plus tard, ils sont récupérés par des pêcheurs malais.

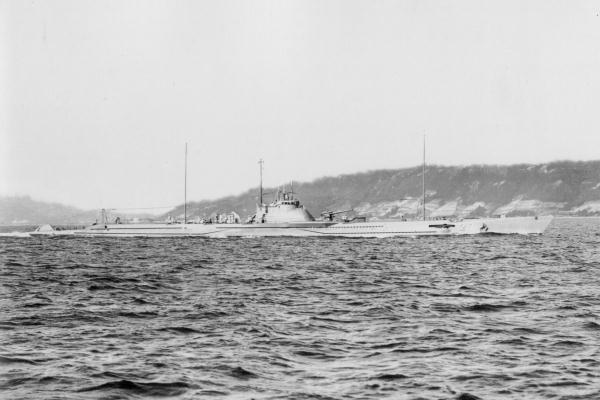
sous-marin de classe Kaidai

Peu de temps après le naufrage, les Japonais ont tenté d'intercepter et de couler le Telemachus, mais sans succès. Le Telemachus est revenu à Colombo. Le commandant Bill King a reçu la Distinguished Service Cross (DSC) le 16 janvier 1945.